# 白石みゆき
白石 みゆき（しらいし みゆき、1981年8月31日 - ）とは、日本の元AV女優。

## 経歴
- 2000年8月にAVデビュー。
- 2001年8月に引退。

## 人物
- 東京都出身。
- 趣味：歌を唄う事。
- 初体験は高校1年生の時であり、相手は同い年で友達に紹介された人。場所はラブホテルで制服のまま入った。
- 経験人数は8人。

## 作品
- ちょっとHな日曜日（2000年8月25日、マックス・エー）
- 迷子になりたい（2000年9月22日、kuki）
- 乙女ざかり9（2000年10月24日、マックス・エー）
- コスプレピンク童話集　マッチ売りのエッチ女編（2000年12月27日、h.m.p）
- 快感ミニスカナース（2001年1月27日、h.m.p）
- レイプエンジェル（2001年3月9日、宇宙企画）
- 美麗女学園 ～バトルレイプ 20人の餌食たち～（2001年4月25日、h.m.p）
- ザ・リアル（2001年5月27日、h.m.p）
- ヴァーチャルSEX（2001年7月10日、h.m.p）
- 人間発電所（2001年8月31日、h.m.p）
- 白石みゆきvs男優20人 ザーメン4000ml!!! （2001年11月21日、h.m.p）
- 快感ミニスカナース 完全版 闘病病棟SEXざんまい（2002年6月10日、h.m.p）